# Asentamientos prehispánicos en Santiago de Chile
El valle en el que se ubica actualmente la ciudad de Santiago, que corresponde al territorio entre la ribera norte del río Mapocho y la ribera sur del río Maipo, ha tenido una larga ocupación humana desde hace miles de años.

## Historia

### Llegada del hombre a América
La última Glaciación (Glaciación wisconsiense)  generó un puente entre Asia y América del Norte, a través del Estrecho de Behring y entre Tasmania (Australia) y América del Sur. Por esos hielos se supone que diversos grupos humanos migraron siguiendo los mamíferos que cazaban y o que pescaban.
Existen varias teorías sobre el poblamiento americano, algunas como la de las Tribus pérdidas de Israel, pero la más aceptada, es la de Paul Rivet,  quien plantea que el hombre llegó a América desde varios lugares:
- desde Asia a través del Estrecho de Bering
- desde Australia, atravesando el sur del Océano Pacífico por un puente antártico, llegando a Sudamérica
- desde la Polinesia y Melanesia, atravesando el Pacífico en balsas, poblando Centroamérica.

Con el tiempo, estos habitantes se transformaron en diversos grupos que poblaron Chile de norte a sur.
De acuerdo a ello y para estudiar y comprender la prehistoria de Chile Central, los arqueólogos han establecido en la actualidad tres unidades morfológico-ambientales en función de los recursos de subsistencia y las posibilidades complementarias que ofrecen a la población y al asentamiento humano. Estos son:.
- La cordillera y precordillera.
- El Valle central.
- El litoral costero.

Hay que recordar que el nivel marítimo estaba 150 metros más abajo hace 10.000 años. Muchos de los restos costeros en estos momentos están bajo el nivel del mar.

### Periodo arcaico de América
Presencia de Cazadores Recolectores Avanzados  6000 a. C. - 2500 a. C..
De acuerdo a investigaciones, se cree que en la cuenca de Santiago se establecieron los primeros grupos humanos cerca del 10.000 a. C., los cuales eran principalmente nómadas cazador-recolectores, que transitaban desde el litoral hacia el interior en búsqueda de guanacos durante la época de los deshielos cordilleranos. Cerca del año 800, comenzaron a instalarse los primeros habitantes sedentarios debido a la formación de comunidades agrícolas junto al río Mapocho, principalmente de poroto, papa y maíz, y la domesticación de los auquénidos de la zona.

### Periodo agroalfarero temprano
Varios grupos humanos llegaron por distintas vías al valle central.

#### Tradición Bato
Desde el planalto brasilero llegó un grupo que atravesó la cordillera frente al valle central.
Durante las construcciones de la zona de La Dehesa (avenida El Gabino y Avenida Santa Blanca en la Comuna) se detectaron varios yacimientos arqueológicos que correspondían a ocupaciones monocomponentes con uno o más enterratorios adscribibles al Período Algroalfarero Temprano y en específico a la denominada Tradición Bato.
La relevancia de estos hallazgos, radica en que modifican notoriamente la visión de un patrón de asentamiento con una orientación eminentemente costera para la Tradición Bato y confirman un patrón para las prácticas mortuorias de la Tradición Bato, que se diferencia claramente de las del Complejo Llolleo

De este período también se encontraron túmulos rocosos o “casas de piedra”, en el borde e interior precordillerano, como en la Dehesa y El Arrayán de la cuenca del Mapocho, o Estero Cabeza de León o El Manzano, en el Cajón del Maipo. En la Cuenca de Santiago predominan los sitios Bato por sobre los sitios Llolleo.
En el sector de Puente Ñilhue se encontró un túmulo funerario, probablemente de la cultura Bato, en marzo de 2012.

#### Cultura Llolleo
La cultura Llolleo, pese a ser contemporánea con la tradición Bato, tuvo una representación más costera. Pocos centros Llolleo se han descubierto en el valle de Santiago. Cabe destacar que no ha existido una política de protección adecuada y muchos de ellos han sido encontrados en las construcciones nuevas pero ocultadas a la autoridad por temor a que se retrasen las obras por implicaciones arqueológicas. La cerámica Bato es clásica y originó las cerámicas presentes en grupos posteriores.
Uno de los hallazgos Llolleo fue un antiguo cementerio indígena, que dataría de al menos seis siglos antes de la fundación de Santiago, en 1541. Este hallazgo fue efectuado mientras se hacían labores de construcción del Metro en la Avenida Pedro de Valdivia, con la calle Europa en la Comuna de Providencia Corresponderían a un cementerio de la cultura Llolleo. Esta habitó la cuenca de Santiago entre los años 0 y 900 d. C., seis siglos antes de que los incas y los españoles se instalaran en la región. En el lugar del hallazgo se construirá el primer memorial a la Cultura Llolleo de Santiago.
Otros dos sitios de hallazgos anteriores fueron mientras se construía el edificio nuevo de El Mercurio, a los pies del cerro Manquehue  en la ribera norte del Río Mapocho,y en Quinta Normal, en su ribera sur, en las inmediaciones de lo que hoy es el parque Quinta Normal de la ciudad de Santiago. Si bien ambos pueden ser caracterizados como sitios habitacionales, El Mercurio presenta además 36 enterratorios con variado ajuar y ofrenda. Quinta Normal, por su parte, está compuesto por varios sectores cuya solución de continuidad no está clara.

### Periodo agroalfarero tardío
Con el nombre de cultura Aconcagua se conoce aquella del período Neolítico tardío (en la denominación global) o período Agroalfarero Intermedio Tardío (en la denominación regional) que habitó la actual zona del territorio de Chile comprendida entre los ríos Aconcagua por el norte, especialmente el llamado valle del Aconcagua, y el Cachapoal por el sur, aproximadamente entre los años 900 y 1536, cuando se produjo la llegada de los españoles. En la zona litoral central de Chile, se extendía en la zona comprendida por Algarrobo, El Quisco, Llolleo, El Tabo, Las Cruces, Rocas de Santo Domingo, Cartagena y el área de El Convento y Tejas Verdes.
Desde 1964 se relatan hallazgos de material arqueológico en la zona de La Dehesa, en el sector nororiente de Santiago. En tareas de recolección superficial en el potrero "B" de La Dehesa registraron cerámica negra pulida y Aconcagua Salmón, torteros, cuentas de collar, cinco tembetás con forma discoidal con aletas, cilíndrico corto y de tarugo, tres orejeras, l0 fragmentos de tubos de pipa y una pipa fragmentada descrita como "típicamente araucana"

### País promaucae y dominio inca

#### Chiquillanes

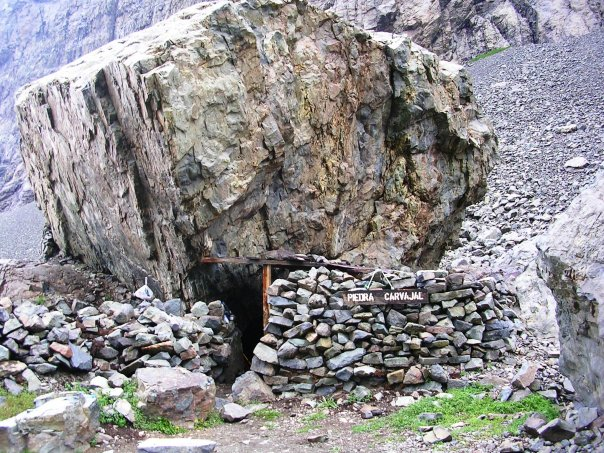
Casa Piedra Carvajal en el Santuario de la Naturaleza Yerba Loca.

Los chiquillanes eran un pueblo indígena nómada que habitaba en las zonas cordilleranas del actual territorio de Chile, entre Los Andes y Chillán y, principalmente, de la actual provincia argentina de Mendoza. Eran cazadores y recolectores, se alimentaban principalmente de guanacos y usaban su piel para toldos y vestuarios. Elaboraron piedras Tacitas. Se tiene muy poca información acerca de estas bandas. Este pueblo se encontraba muy unido con los pehuenches, que en esa época todavía no estaban mapuchizados. Ese contacto era importante aun cuando territorialmente estaban segregados en pequeñas comunidades de no más de 100 individuos. Es necesario mencionar su nomadismo, el cual los llevaba a distintos parajes según la época del año. Practicaban el infanticidio femenino. Además en épocas de primavera robaban mujeres y alimentos a los picunches.

### Promaucaes

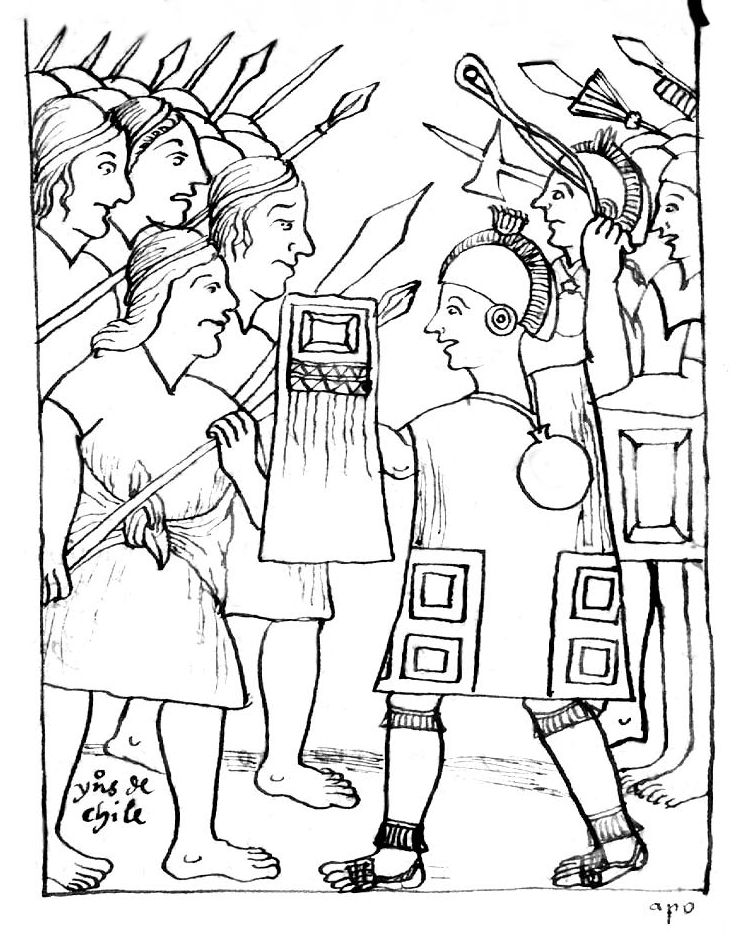
Representación de Guamán Poma de Ayala sobre un enfrentamiento entre un grupo de indígenas del actual Chile (izquierda) y el capitán Apu Camac Inca

Los incas denominaron a los indígenas presentes en el Valle Central como gentes salvajes, mecanismo bastante usado por los imperios a la hora de conquistar pueblos. Si son salvajes uno les hace un favor al conquistarlos.
Las aldeas establecidas en la zona pertenecían a grupos picunches (del mapudungún: pinkun che ‘Gente del norte’) o promaucaes (del quechua: promaucae ‘Gente salvaje’), sometidos al Imperio inca desde fines del siglo XV y comienzos del siglo XVI. Los incas establecieron en el valle algunos mitimaes, siendo el principal uno instalado en el centro de la actual ciudad, santuarios como la huaca de Chena y el santuario del cerro El Plomo.
La zona habría servido como base para las expediciones incáiscas hacia el sur y como nudo vial del Camino del Inca. Este camino está refrendado en el actual trazado de la Ruta 57 o Camino a Los Andes y Camino a Colina, Avenida Independencia, Calle Puente, Paseo Ahumada, Calle Arturo Prat, Gran Avenida José Miguel Carrera, Calle Pinto, Avenida Portales y Carretera 5 sur. En el lugar que hoy ocupa la Estación Mapocho estaba el Tambo de la zona. Desde ahí y siguiendo la Avenida Andrés Bello, Avenida Providencia, Apoquindo, Avenida Las Condes, Camino a Farellones, Corral Quemado, hasta la actual mina La Disputada en Las Condes, estaba el camino inca llamado Camino de Las Minas, sobre el cual se desarrolló la ocupación posterior, española y chilena de la zona oriente de Santiago.

#### Ciudad inca bajo Santiago de Chile
La alineación de la Plaza de Armas, el cerro Santa Lucía y Cerro El Abanico, con la salida del sol durante el solsticio de verano, y el cerro San Cristóbal que corta el perfil del Plomo-Littoria durante el solsticio de invierno, es un hecho físico, concreto e indiscutible.

"A mí lo que me llamaba la atención es por qué Valdivia se equivocó en poner la Plaza donde no es el centro, la debía haber puesto en la mitad, es así en todas las ciudades, bueno es que no la puso él, la Plaza ya existía, se llamaba 'Kancha', tal cual como cancha de futbol y era incásica, y antes de los incas ya era un sector ceremonial por estas alineaciones calendáricas. Santiago en el fondo no tiene 500 años, Santiago tiene 2.000 años de antigüedad"....."Pedro de Valdivia no la descubrió, porque sabía que venía acá, sabía ya a la salida de Cusco que existía aquí un poblado que era centro administrativo incásico aquí en el Valle (…) Además venía como ayudante de él Pedro Gómez de Don Benito que había venido con (Diego de) Almagro seis años antes y había pasado por Santiago".
Investigador Alexis López Tapia a El Mercurio

El investigador Rubén Stehberg del Museo y Gonzalo Sotomayor de la Universidad Andrés Bello reunieron las pruebas de las investigaciones presentadas en 1976, más documentos históricos; y a esto agregaron nuevas evidencias de que bajo la ciudad del casco viejo de Santiago se encontraba la ocupación Tawantinsuyu incaica en los cursos medios de los ríos Mapocho y Maipo. La ocupación contaba con reyes y autoridades a lo largo de los valles hasta llegar a Mapocho, pero estos habrían sido muertos durante la conquista de Diego de Almagro. La ciudad incaica de Mapocho se la comparaba, según escritos demostrados en el estudio, como otra versión de Cuzco, un lugar en que prosperaba la minería y la agricultura. Se evidencia entonces que Pedro de Valdivia realmente no fundó Santiago, sino que viajó directamente a poblarla y tomar posesión de la ciudad.

#### Expulsión de los huaicoches
Al tomar Santiago en 1541, Pedro de Valdivia quitó las tierras del longko Huara Huara y los loncos Guampilla, Roquingua, Vichato, Polobanda y Biticuna.
Se usó la tierra de los indios huaicoches (del quechua: wayqu, 'quebrada' y mapudungún che, 'gente'; 'gente de quebradas') de la que tenían sus posesiones en las tierras ubicadas en las riberas del río Mapocho, las que se comenzaron a denominar La Dehesa del Rey. Los huaicoches después del desalojo, fueron llevados a Tango, luego los trasladaron a Peñalolén y finalmente se le adjuntó al pueblo de indios de Apoquindo.}
Tras el 11 de septiembre de 1541 fue colocado en la tierras de Pirque que fueron llamadas las "tierras del Principal de Indios Huara Huara" (Plural de Huara (del aimara: wara ‘estrella’) ) conocidas ahora como El Principal.

#### Apoquindo, Mayecura y Huara Huara
Al curaca Huara Huara al cual pertenecía el territorio de las haciendas de La Dehesa y Las Condes. El Lonco Vitacura o Butacura, era el principal de la comarca ubicada en las inmediaciones del cerro San Luis a orilla del Mapocho. Los caciques subalternos que tenían sus lof cercanos al lugar e incluso en la ribera norte del río Mapocho eran Polobanda, Pujalongo, Perimalongo, Tongui, Catalonde, Longopilla, de este último dependían Trinquimanquí y Gualtilina. Vitacura fue un emprendedor ya que hizo, dentro de todas sus obras, un canal para regar Conchalí. El canal es aún visible en el sector de La Pirámide.

#### Curaca Vitacura (Butacura)
Nacido en Cuzco, era el encargado del sector del río Mapocho al oriente, hasta las vertientes de la cordillera, existían varios asentamientos indígenas independientes entre sí y regidos cada uno por un curaca.
De hecho, los nombres de las comunas, avenidas y calles se conservan desde entonces. Como el del cacique Vitacura (o Butacura en mapudungún, Buta Grande y Cura Piedra) Butacura era el Mitimae que estaba encargado de mandar el oro recolectado al Cuzco, pero a la llegada de Diego de Almagro suspendió dicha labor enterrándolo en alguna parte de su feudo. Apenas supieron los españoles de este entierro, torturaron y asesinaron a Butacura, quien jamás entregó la localización de dicho entierro.
Vitacura vivió en paz con los españoles por varios años hasta que fue asesinado. Sus hombres fueron trasladados a Quillota, quedando el caserío del Cerro San Luis despoblado.
Hay una leyenda acerca de Vitacura sobre el entierro de 800 kg de oro en la comuna de Vitacura, En la época, los indios sometidos a la autoridad del Inca, pagaban un tributo en especies que periódicamente era enviado al centro del Imperio. Cuando la expedición de Diego de Almagro llegó a Chile, en 1535, se encontró con el famoso envío, a la sazón 14 arrobas de tejos de oro marcado equivalente a 161 kilos de oro, fueron incautados a favor del español. Desde entonces, no se volvió a enviar el tributo a Perú, pero los representantes del Inca en Chile lo cobraban puntualmente. Se calcula que alcanza a unos 800 kilos de oro y se presume que el curaca Vitacura, quien representaba la autoridad del Inca en el territorio, lo haya escondido, enterrándolo en algún lugar,
el que fue la causa probable de su asesinato.

“Es posible que el fabuloso tesoro se encuentre enterrado en las tierras de Vitacura y no sería raro que este secreto haya sido la causa verdadera del asesinato del desgraciado cacique”
Historiador Carlos Larraín

#### Pueblo de indios
El poder de los encomenderos fueron creciendo a medida que el dominio español se fue acentuando. Hasta 1580 las tierras mapuche miembros a de Lof o Ayjarewe, tenían un reconocimiento tácito de su pertenencia, pero la pérdida de sus tierras, sus traslados a otras zonas, la imposición de otras culturas, la alta mortalidad de las pestes y las fugas constantes y masivas a otras regiones fue haciendo perder esa sensación. Muchos indígenas fueron finalmente reducidos a los pueblos de indios.
Para ello se dicta la Tasa de Gamboa, pregonada en Santiago el 8 de mayo de 1580 por el gobernador Martín Ruiz de Gamboa, haciendo cada vez más difícil la existencia de los pueblos de indios, por lo que dispuso que entre el río Choapa y el Maule, lo siguiente:

 “.. ordeno y mando que los españoles que fueren corregidores de los dichos distritos reduzcan a pueblos los dichos indios para que vivan juntos y ordenados políticamente......“quel corregidor y los caciques y señores principales de su distrito elijan la comarca y tierra que se ha de hablar, teniendo consideración que sean saludables y que sean fértiles y abundantes de fruto  .y mantenimientos de buena tierra para sembrados y cogerlos y de pastos para criar ganados y de montes y arbolados y de buenas aguas...” Elegido el sitio se ordenaba levantar la población en lugares “que gocen de aires libres especialmente de los norte y habiéndose de edificar en la ribera de cualquier río sea de la parte oriente, de manera que saliendo el sol de primero en el pueblo que en el agua y darán y repartirán a los pobladores solares y tierras bastantes y harán que edifiquen y hagan sus casas... y que siembren para si y para sus tributos ... y que hagan sementeras para la comunidad”
Tasa de Gamboa

Con ello los indígenas perdieron su libertad de movimiento y el uso de la tierra. Estos pueblos de indios fueron la base del inquilinaje casi feudal de Chile en los siguientes siglos, que incluían incluso el derecho de pernada.